# República Popular de Crimea
La República Popular de Crimea (Tártaro de Crimea: Qırım Halq Cumhuriyeti) fue una república que existió desde diciembre de 1917 a enero de 1918 en la península de Crimea, territorio actualmente disputado entre Rusia y Ucrania. Esta república fue el primer intento en el mundo musulmán de establecer un Estado secular. La República Popular de Crimea fue uno de los muchos nuevos Estados surgidos después de que la Revolución rusa de 1917 causara el derrumbamiento del Imperio ruso. 

## Historia
Tras la Revolución de octubre de 1917 y la desintegración del Imperio ruso, el territorio de la gobernatura rusa de Táurida quedó repartido entre dos repúblicas emergentes: la República Popular de Crimea, proclamada en la península homónima y la República Popular Ucraniana, cuya Rada Central, en su Tercera Proclama Universal, reclamó para sí la zona continental de la antigua Gobernatura, entre el río Dniéper y las costas del mar Negro y el mar de Azov.
La República Popular de Crimea se asentaba sobre el Kurultái (parlamento) de los tártaros de Crimea, que estipulaba la igualdad de todas las etnias dentro de Crimea; la mayoría de las personas que vivían en aquella época en la península de Crimea eran rusos (41,2 %), tártaros de Crimea (28,7 %) y ucranianos (11%). No obstante, los tártaros de Crimea fueron durante algún tiempo la fuerza política y cultural dominante sobre la península. Noman Çelebicihan fue el primer y único presidente de la república.
El Kurultái de los Tártaros de Crimea (en) consistía en 76 delegados, cuatro de los cuales eran mujeres (Efika Gasprínskaya, Anife Bdanínskaya, Ilhan Tohtar y Hatice Avcı). Los delegados eran elegidos de cinco condados: Yalta (24), Aqmescit (19), Kefe (16), Kezlev (11), y Or Qapı (6).
Los bolcheviques establecieron la República Soviética Socialista de Táurida sobre territorio de Crimea a principios de 1918, antes de que el área fuese invadida por las fuerzas de la República Popular de Ucrania y del Imperio alemán. Algunos funcionarios del gobierno nacional como Cafer Seydahmet Kırımer buscaron asilo político en Kiev e hicieron una petición de ayuda militar al Ejército Popular de Ucrania.

## Gobierno
- Presidente y ministro de Justicia - Noman Çelebicihan
- Ministro de Defensa - Cafer Seydahmet Kırımer
- Ministro de Educación - Ahmet Özenbaşlı
- Ministro de Finanzas - Seyitcelil Hattat
- Ministro de Religión - Ahmet Şükrü